# Václav Jindřich Nosecký
Václav Jindřich Nosecký, někdy uváděn jako Václav Jindřich Nosek (16. června 1661, Pečky – 28. května 1732, Jihlava) byl barokní malíř, činný v Praze, Zákupech, Olomouci, Kroměříži, Polné, Želivi a Jihlavě. Svá díla podepisoval Wenzel Nosecky nebo Wenc. Nosseczky.

## Život
Václav Jindřich Nosecký se narodil v Pečkách v rodině krejčího Jana Noska Poděbradského a od roku 1675 do roku 1680 se učil malířskému řemeslu u Filipa Mazance (autora maleb v letohrádku Hvězda) v Praze. V malířském školení pokračoval někdy v období 1683–1688 u malíře a správce obrazárny Pražského hradu Kristiána Schrödera, kde měl možnost studovat kvalitní italské a nizozemské malby z hradních sbírek a také se zde spřátelil se svým spolužákem Petrem Brandlem. Členem malířského cechu se stal až roku 1696 a malířským mistrem roku 1701.
V Praze se Nosecký oženil s Terezií Eleonorou rozenou Andraskou a měl s ní sedm dětí. Jeho prvorozeným synem byl František Kristián Ezechiel Nosecký, pokřtěn v Týnském chrámu za přítomnosti Kristiána Schrödera a dále Jana Rudolfa Byse a Jana Kryštofa Lišky.
Po smrti své ženy a přítele Kristiána Schrödera, zřejmě zprostředkovatele zakázek, se kolem roku 1703 přestěhoval do Jihlavy. Jako jihlavský občan je však uváděn až od roku 1711. Zde se podruhé oženil se s Uršulou Veronikou Steürer von Stürzenhübl (před rokem 1714) a roku 1718 zakoupil dům v ulici U Mincovny s částí pivovaru.
První zakázku v Jihlavě pro kostel sv. Jakuba většího získal roku 1702 společně se svým přítelem Michaelem Václavem Halbaxem. Oba malíře pojil zřejmě i příbuzenský vztah, neboť moravský malíř František Řehoř Ignác Eckstein byl nevlastním synem Halbaxe a synovcem Noseckého. Podrobně uvádí Noseckého životopis Jan Petr Cerroni.
Nosecký ovlivnil další umělce v regionu, např. Karla Františka Teppera nebo Františka Řehoře Ignáce Ecksteina. V malířské dílně Václava Jindřicha Noseckého se vyučil jihlavský malíř Franz Österreicher starší, Jan Kalina (autor nástropních fresek v klášteře v Želivi), Jan Kargl a Noseckého prvorozený syn František Kristián (1693–1753), později řádový bratr Siard, který proslul jako malíř a autor fresek, např. nástropní fresky Teologického sálu ve Strahovském klášteře premonstrátů.

## Dílo

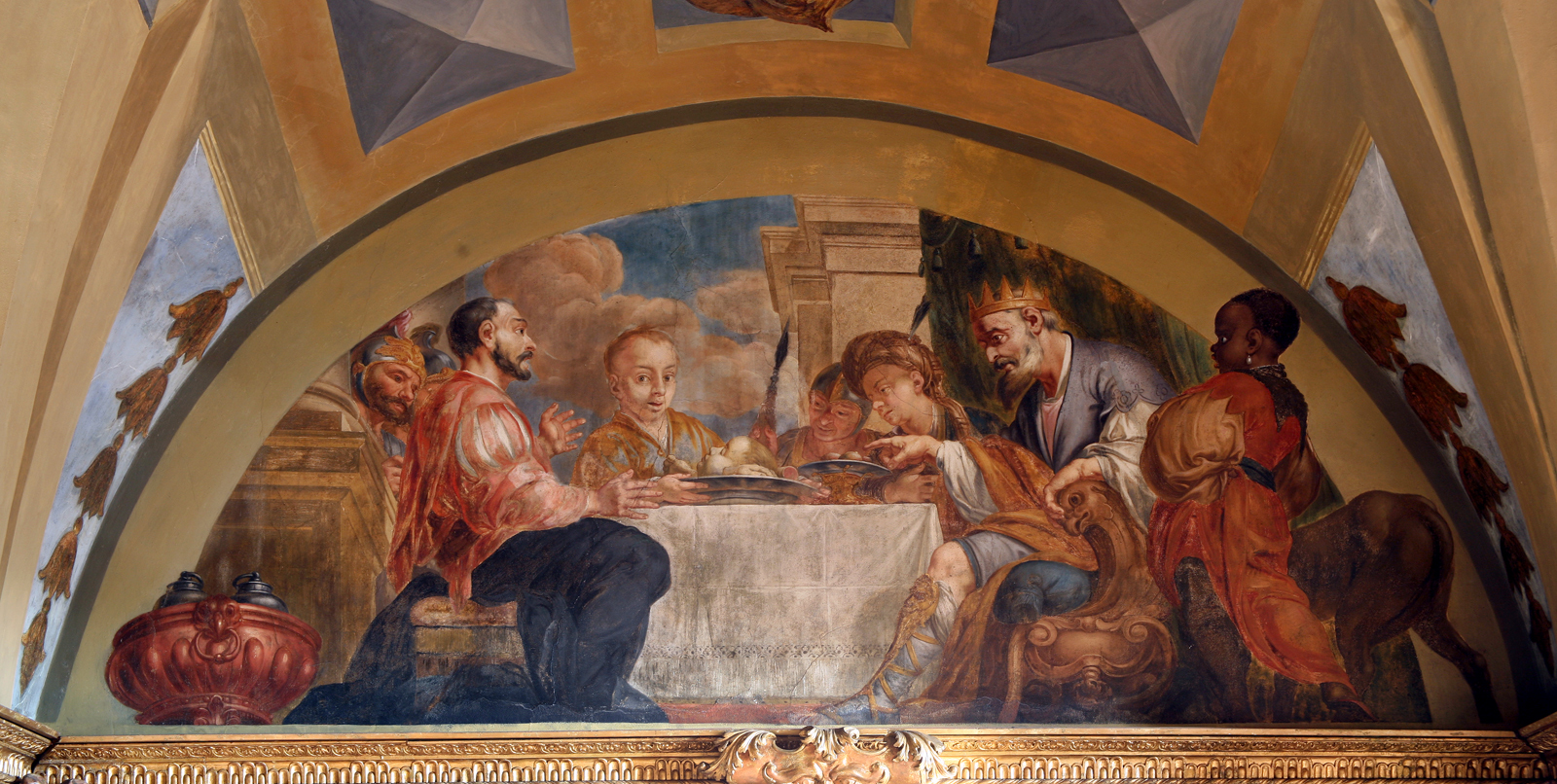
Václav Jindřich Nosecký a Michael Václav Halbax, Hostina Átrea a Thyestese, Zámek Zákupy

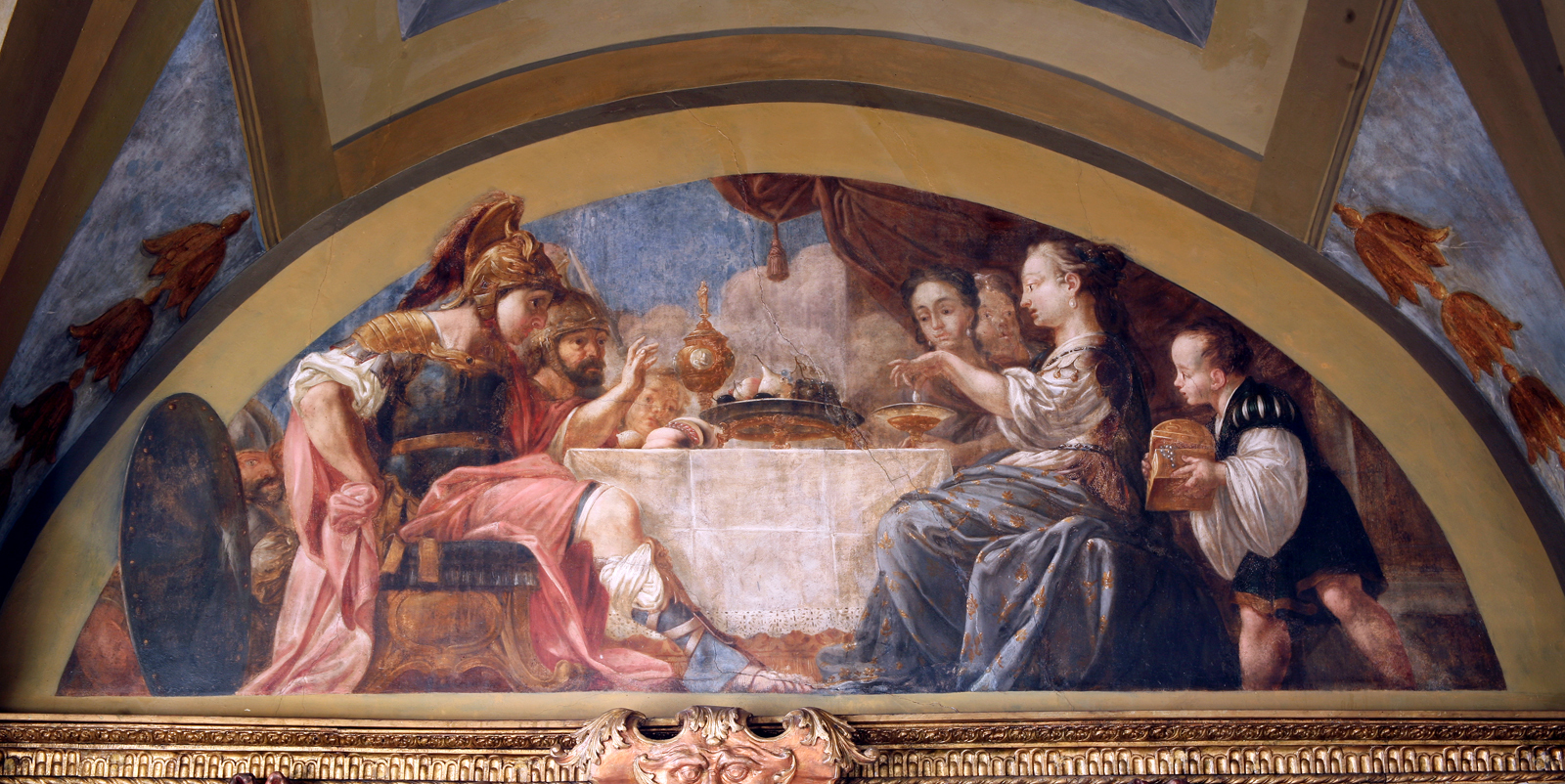
Václav Jindřich Nosecký a Michael Václav Halbax, Hostina Antonia a Kleopatry, Zámek Zákupy

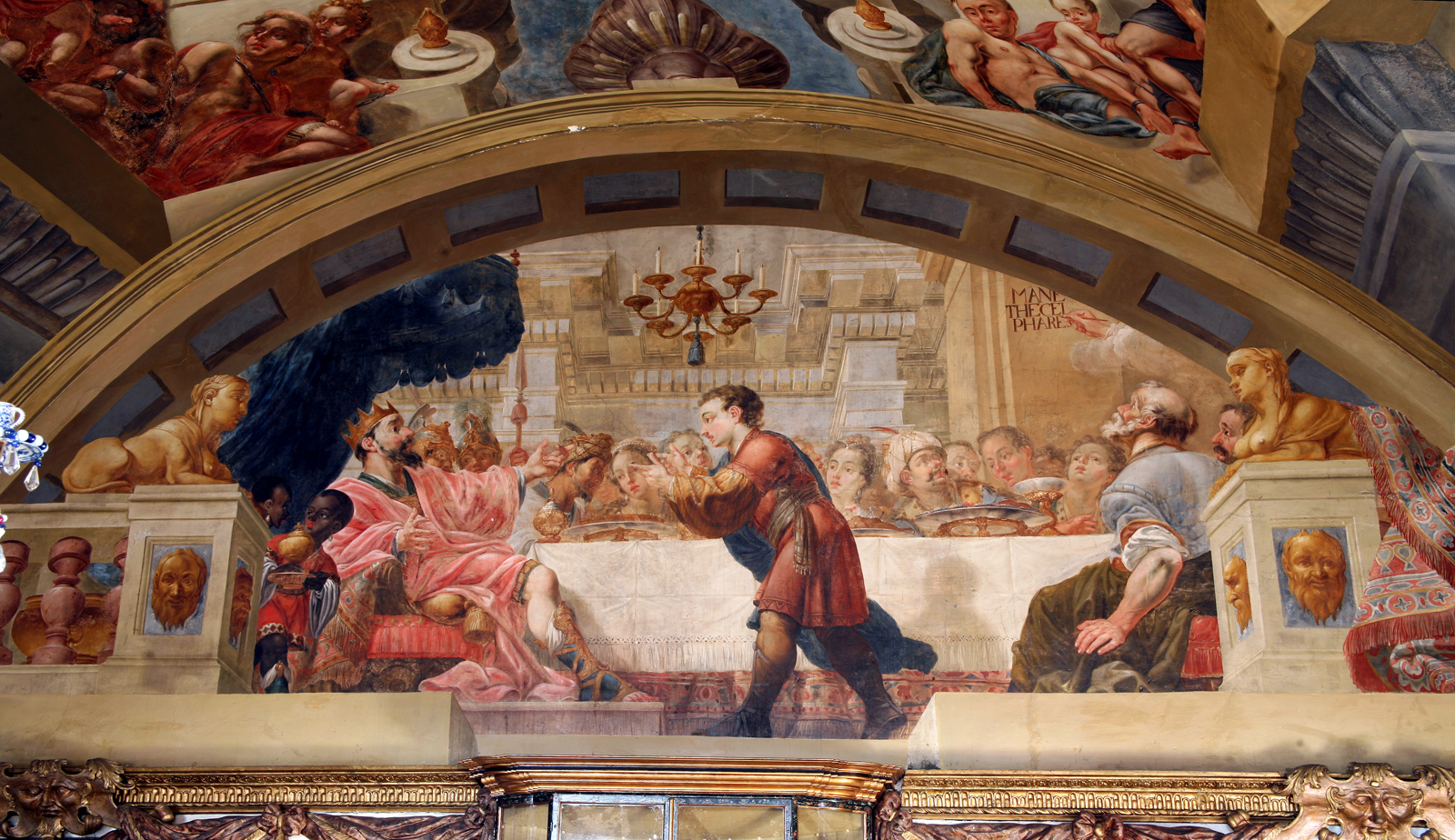
Václav Jindřich Nosecký a Michael Václav Halbax, Belsazarova hostina, Zámek Zákupy

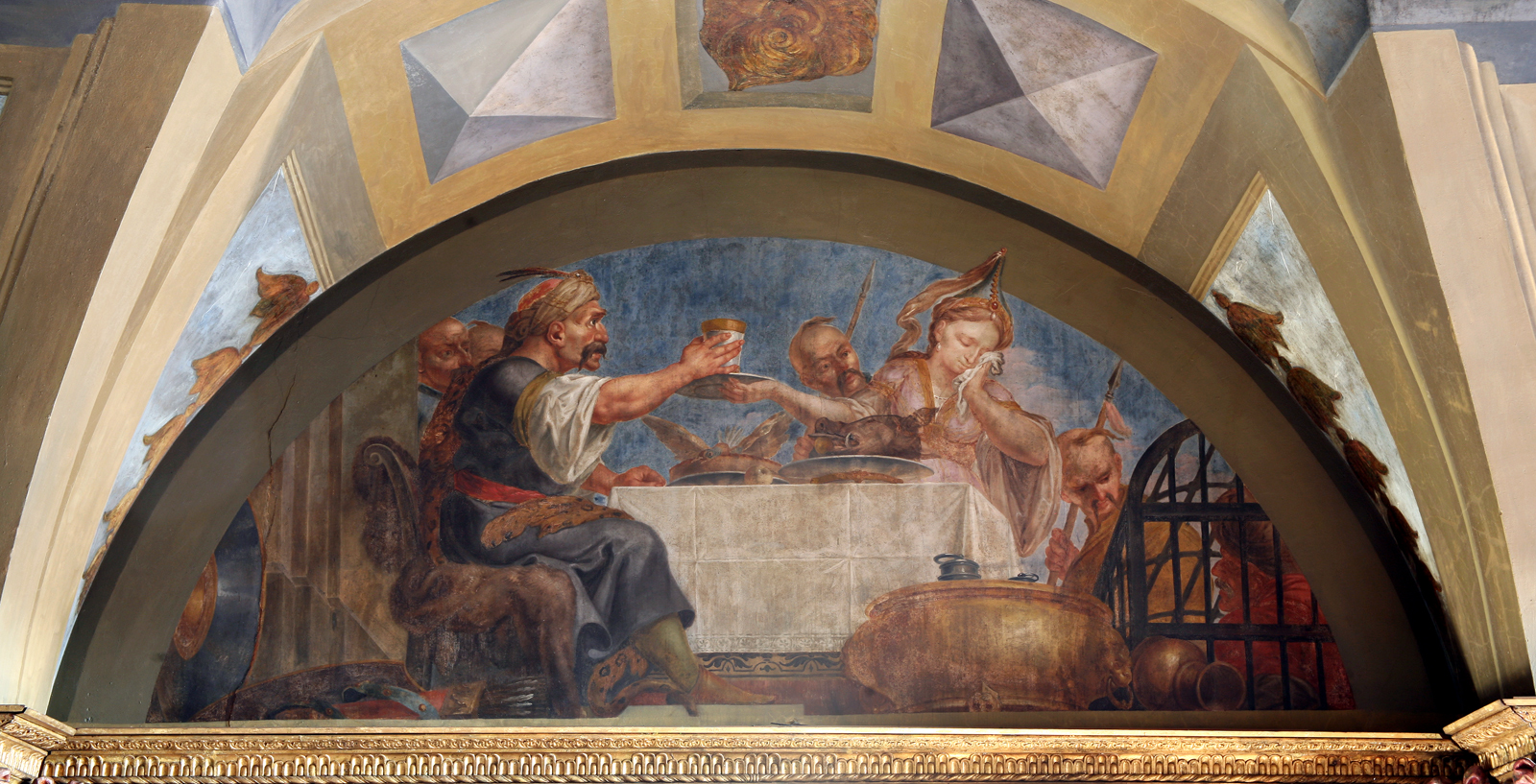
Václav Jindřich Nosecký a Michael Václav Halbax, Sofinisbina smrt, Zámek Zákupy

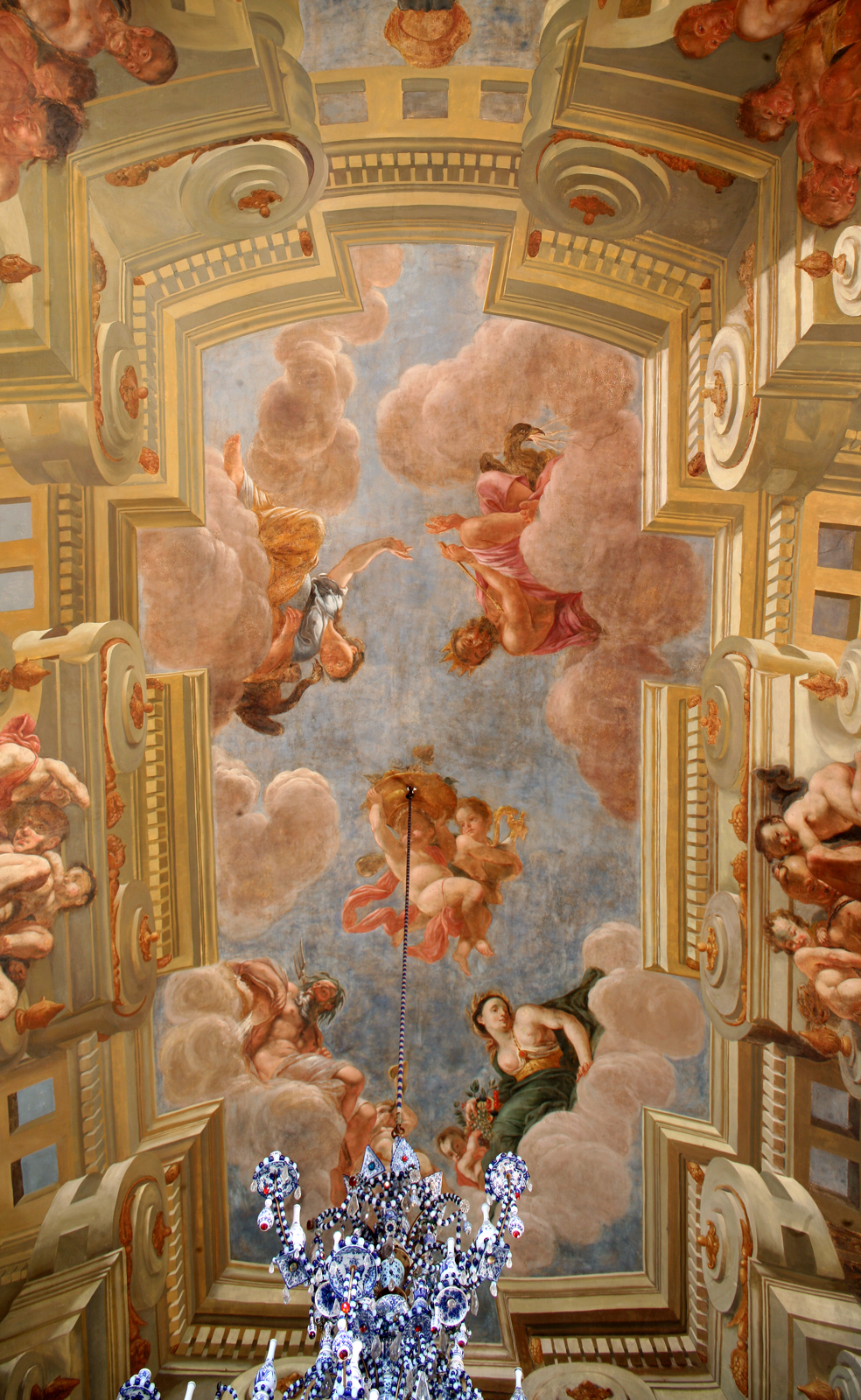
Václav Jindřich Nosecký a Michael Václav Halbax, Bohové na Olympu (Jupiter, Hera, Neptun a Ceres), Zámek Zákupy

Během pobytu v Praze se Nosecký pohyboval mezi tehdejší malířskou špičkou a měl možnost studovat díla významných předchůdců. Jeho kompoziční řešení prostoru a znázornění psychologie postav bylo ovlivněno Karlem Škrétou a jeho žákem Janem Jiřím Heinschem. Italské vlivy, zejména užití šerosvitu, mu zprostředkoval jeho přítel Michael Václav Halbax. Prvky vlámské malby přinášeli malíři jako Abraham Godyn (Abraham a Isaac Godynové jsou autory fresek v Trojském zámku), nebo první učitel Noseckého Filip Mazanec, který kopíroval díla Rubense. Díky důvěrnému přátelství s Petrem Brandlem se podílel i na některých jeho zakázkách.
První známá dochovaná Noseckého práce je stropní malba v jídelně zámku v Zákupech z roku 1700, kdy mu bylo již 39 let. Zakázku prováděl se svým přítelem Michaelem Václavem Halbaxem a je na ní patrná inspirace malířskou výzdobou v zámku Trója.
Hlavním objednavatelem Noseckého maleb byla církev. Jeho malby nebo fresky byly ve všech Jihlavských chrámech – v kostele svatého Jakuba, v jezuitském chrámu svatého Ignáce, v hřbitovním kostele svatého Ducha a nejstarším jihlavském kostele svatého Jana Křtitele, dále v dominikánském klášteře svatého Kříže (včetně nedochované Loretánské kaple a souboru čtrnácti obrazů ze života sv. Dominika) a dále v zaniklém klášteře kapucínů. Kolem roku 1710 pracoval pro olomouckého biskupa na zámku v Kroměříži, restauroval některé obrazy a ilustroval knihu Agenda seu rituale olomucense.
V Jihlavě Nosecký maloval na zakázku obrazy pro místní náboženská bratrstva a pro jihlavské měšťany, byl portrétistou (Martin Josef Leopold von Löwenthal), vytvořil cechovní korouhve nebo obrazy na fasádách domů a kostelů.

### Známá díla J. V. Noseckého

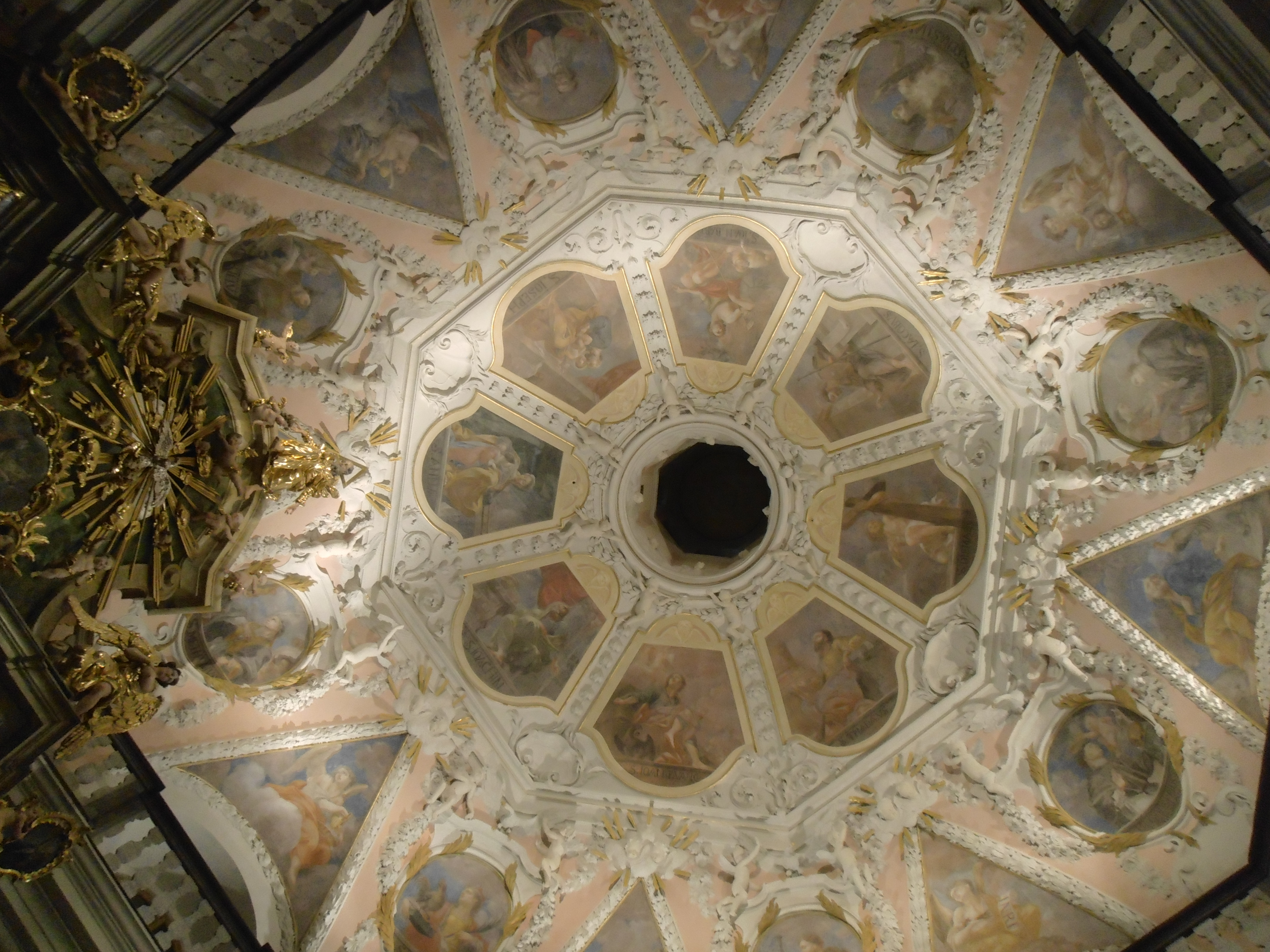
Malby v kapli Sedmibolestné Panny Marie, Jihlava

- 1700 cyklus nástropních maleb (secco) na zámku Zákupy (s M. V. Halbaxem)
- 1702 nástropní malby (secco) v kapli Sedmibolestné pany Marie, Kostel sv. Jakuba, Jihlava (s M. V. Halbaxem, Siardem Noseckým)
- 1702 oltářní obrazy Nejsvětější Trojice, Kristus myje Petrovi nohy, premonstrátský klášter v Nové Říši
- 1705 obraz Vidění svatého Jana Nepomuckého, Mariánská kaple, Kostel sv. Jakuba, Jihlava
- 1706 nástěnné malby (secco) v kapitulní síni a přilehlém sále, dominikánský klášter v Jihlavě
- 1705–1710 obraz Josef Egyptský vykládá ve vězení sny, původně zámek v Plandrech Josefa Ignáce Zeba, nyní zámek Jaroměřice nad Rokytnou
- 1705–1710 obraz Setkání Josefa s Jákobem, původně zámek v Plandrech Josefa Ignáce Zeba, nyní Muzeum Vysočiny v Jihlavě
- 1710 oltářní obraz Vidění svatého Jana Nepomuckého, kostel Nanebevzetí Panny Marie v Polné
- 1710–1711 Zelené apartmá v Kroměřížském zámku pro olomouckého biskupa Wolfganga Hannibala ze Schrattenbachu (nedochováno)
- 1712 cyklus sedmi obrazů ze života Sv. Norberta, premonstrátský klášter v Doksanech
- 1712 oltářní obraz Vyučování Panny Marie, premonstrátský klášter v Louce
- 1715 obraz Obětování Krista v chrámu, původně v jezuitské koleji v Jihlavě, nyní Moravská galerie v Brně
- 1718 oltářní obrazy Sv. Pavlína, Zasnoubení Pany Marie, kostel svatého Mořice, Olomouc
- 1720 soubor obrazů čtyř evangelistů, původně Kostel svatého Jakuba ve Vílanci, nyní farní úřad u svatého Jakuba v Jihlavě
- 1723 obrazy Josef vykládá faraonovi sny, Dvanáctiletý Ježíš v chrámu, Arcidiecézní muzeum Kroměříž
- 1723 devět ilustrací (mědiryt a čárový lept) v knize Agenda seu rituale olomucense, Olomouc
- 1723 jediná dochovaná kresba Svatý Václav přisluhuje při mši, sbírka kresby, Národní galerie v Praze
- 1725 Sv. Florián s vedutou Jihlavy, původně dominikánský klášter v Jihlavě, nyní Moravská galerie v Brně
- 1725 obraz Dvanáctiletý Ježíš v chrámu, farní úřad u kostela svatého Václava v Mikulově
- po 1725 soubor obrazů čtyř evangelistů, původně městský špitál v Jihlavě, nyní Muzeum Vysočiny v Jihlavě
- po 1725 obraz Josef a Putifarova žena, původně zámek v Plandrech Josefa Ignáce Zeba, zámek Jaroměřice nad Rokytnou
- po 1725 obraz Mystické zasnoubení Blahoslaveného Heřmana Josefa s Pannou Marií, Strahovský klášter
- 1728 obraz Vyučování Panny Marie, minoritský kostel Nanebevzetí Panny Marie v Jihlavě
- 1728 výmalba kupole bývalého piaristického chrámu Nalezení svatého Kříže v Litomyšli (nedochováno)
- 1729 obraz Narození Panny Marie, klášterní kostel v Želivi
- 1730 Podobizna Martina Josefa Leopolda von Löwenthal, Muzeum Vysočiny v Jihlavě
- 1730 obraz Smrt Svatého Josefa, minoritský kostel Nanebevzetí Panny Marie v Jihlavě
- po 1730 oltářní obrazy Vidění Svatého Norberta (boční oltář kostela Svatého Jana Křtitele, nyní farní úřad u svatého Jakuba v Jihlavě) a Vytažení těla Svatého Jana Nepomuckého z vltavských vod (boční oltář kostela Svatého Jana Křtitele, nyní v depozitáři v kostele Svatého Ignáce v Jihlavě

Některé obrazy do mědirytin převedl Antonín Birkhardt.
Nedochovaná díla a obrazy z okruhu malířské dílny V. J. Noseckého uvádí podrobně Kateřina Plesníková.